# Maqām Ibrāhīm

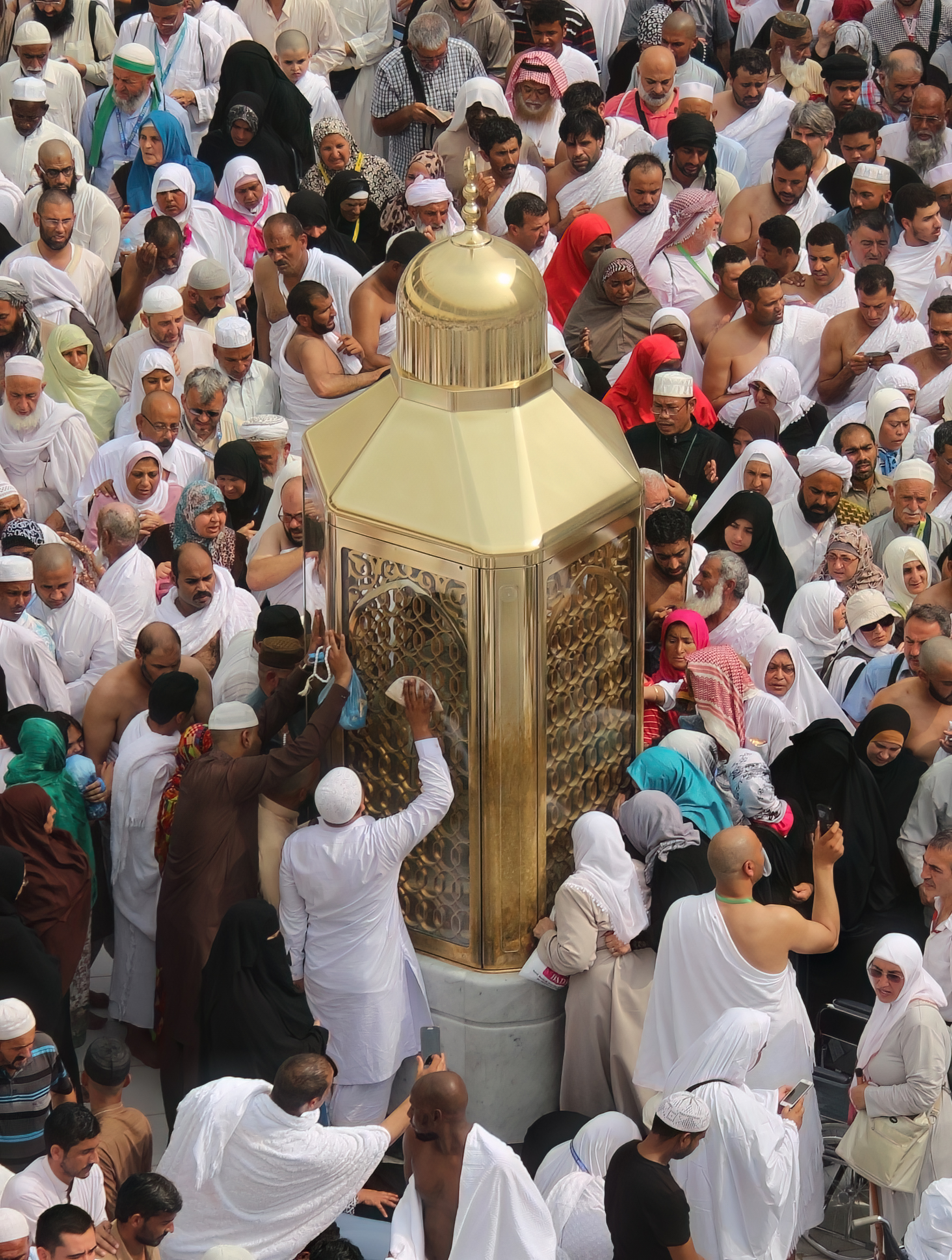
Der Maqām Ibrāhīm heute

Der Maqām Ibrāhīm (arabisch مقام إبراهيم ‚Standplatz Abrahams‘) ist ein heiliger Stein mit zwei Fußabdrücken, der in der Heiligen Moschee  in Mekka aufbewahrt wird. Die Fußabdrücke sind nach der islamischen Überlieferung die Fußabdrücke Abrahams. Der Stein ist 60 cm breit und 90 cm hoch und hinter Glas in einem sechseckigen Gehäuse aus goldfarbenem Metall untergebracht, das nordöstlich vor der Kaaba in unmittelbarer Nähe ihrer Tür steht. Das Gehäuse ist mit einem schmalen Helm versehen. In der Frühzeit des Islams spielte der Stein eine wichtige Rolle für die Markierung des Ortes, an dem man in der Heiligen Moschee zur Kaaba betete. Dies änderte sich erst im frühen achten Jahrhundert, als der mekkanische Statthalter Chālid al-Qasrī die Gebetsreihen in einem Kreis um die Kaaba herumführte.

## Der AusdruckMaqām Ibrāhīmim Koran und seine Auslegung
Der Ausdruck maqām Ibrāhīm („Standplatz Abrahams“) kommt bereits im Koran vor. In Sure 2:125  ist davon die Rede, dass – je nach Lesart – entweder Gott die Menschen dazu aufforderte, aus dem Maqām Ibrāhīm einen Gebetsplatz zu machen, oder die Menschen selbst aus dem Maqām Ibrāhīm einen Gebetsplatz machten. Erstere Lesart ist die von der Mehrheit der Gelehrten favorisierte. Nach einer Asbāb-an-nuzūl-Überlieferung war der Grund für die Offenbarung dieses Koranverses, dass ʿUmar ibn al-Chattāb den Propheten Mohammed darum bat, den Ort festzulegen, an dem sich der Maqām-Ibrāhīm-Stein als Gebetsplatz befand. Nach einer kurzen Zeit soll dann Gott den Koranvers 2:125 offenbart haben.
Allerdings gab es unter den muslimischen Gelehrten Meinungsverschiedenheiten hinsichtlich der Bedeutung des Ausdrucks maqām Ibrāhīm. Einige behaupteten, dass damit der gesamte Wallfahrtsort gemeint sei, andere waren der Auffassung, dass die Ebene ʿArafāt, Muzdalifa und die Steinigungsstellen in Minā gemeint seien. Eine dritte Gruppe meinte, dass allein die Ebene ʿArafāt gemeint sei, während die vierte Gruppe den maqām Ibrāhīm mit dem Haram von Mekka identifizierte. Die große Mehrheit der Gelehrten indessen setzte den Maqām Ibrāhīm mit dem Stein im Heiligtum von Mekka gleich, der heute noch seinen Namen trägt, und hinter dem Mohammed gebetet haben soll, wenn er die Umkreisung der Kaaba abgeschlossen hatte.

## Islamische Legenden über den Stein und seinen Ursprung

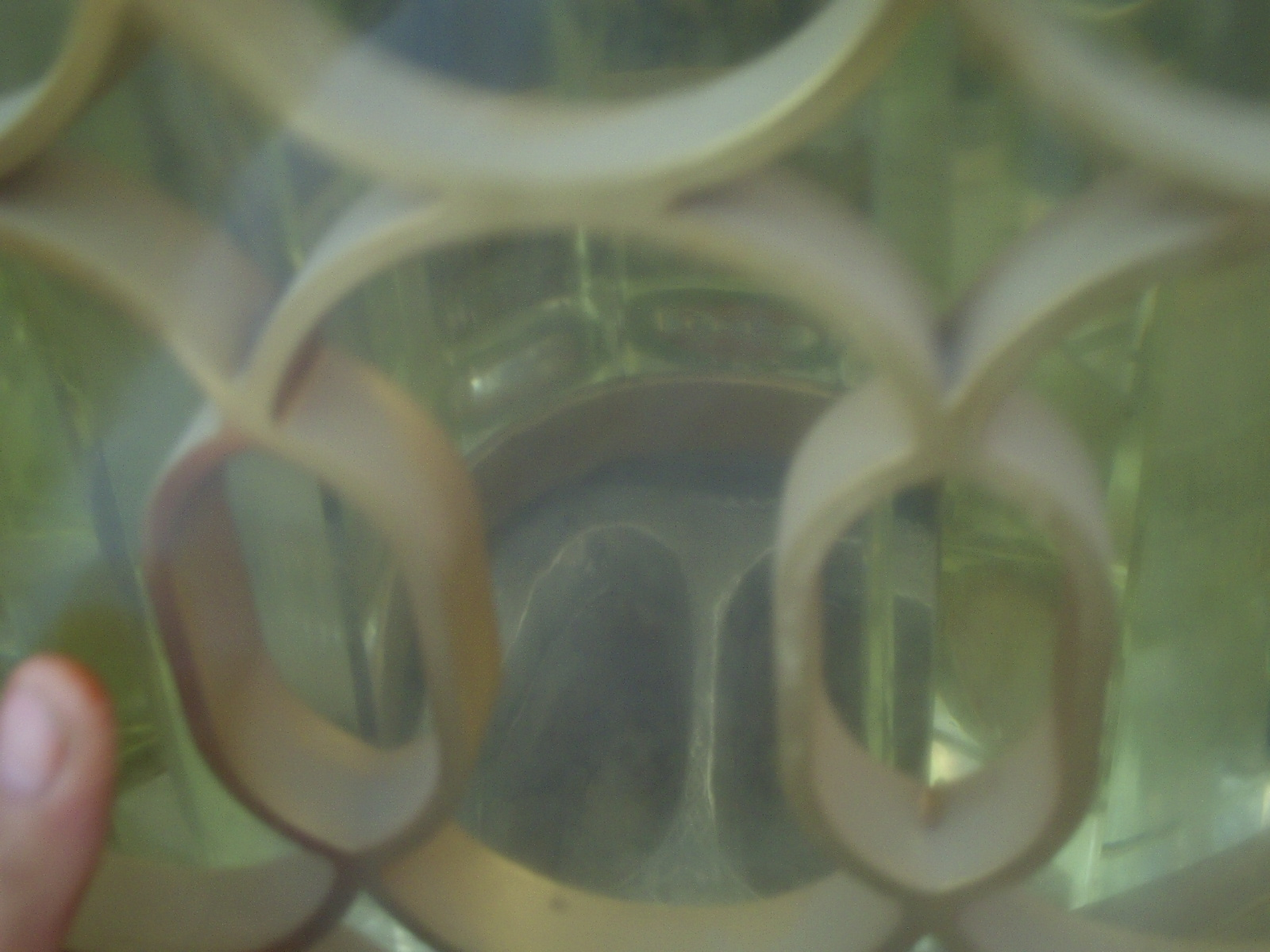
Blick durch das Gitter auf die Fußabdrücke im Maqām Ibrāhīm

Zahlreiche islamische Überlieferungen berichten, der Maqām-Ibrāhīm-Stein sei vom Himmel herabgesandt worden. Die Fußabdrücke in dem Stein sollen erschienen sein, während Abraham die Kaaba erbaute. Als die Mauern zu hoch wurden, um sie noch vom Boden erreichen zu können, soll Abraham auf den Stein gestiegen sein, der sich während des Bauprozesses auf wunderbare Weise hob und senkte, so dass Abraham die Steine von seinem Sohn Ismael annehmen und dann weit oben an der richtigen Stelle einsetzen konnte. Andere Überlieferungen besagen, dass das Wunder eintrat, als Ismaels Frau das Haupt Abrahams wusch. Einer dritten Überlieferung zufolge geschah es, als Abraham den Maqām betrat, um die Menschen zur Verrichtung der Wallfahrt aufzufordern. Die Fußabdrücke Mohammeds hatten nach der islamischen Überlieferung exakt dieselbe Größe wie die Fußabdrücke in dem Maqām Ibrāhīm.
Insgesamt sollen 99 Propheten am Maqām Ibrāhīm begraben worden sein, darunter Hūd, Salih, Noach und Ismael. Bittgebete, die bei ihm gesprochen werden, sollen erhört und Sünden vergeben werden.

## Geschichte
Der Maqām Ibrāhīm wird von den muslimischen Geschichtsschreibern zwar auf Abraham zurückgeführt, einigermaßen gesicherte Nachrichten über ihn gibt es jedoch erst aus der Frühzeit des Islams. Bei einer durch Starkregen ausgelösten Sturzflut im Jahre 638 soll der Stein fortgerissen und aus der Stadt geschwemmt worden sein. Der Kalif ʿUmar ibn al-Chattāb ließ daraufhin den Stein zurückbringen und an seinem heutigen Platz aufstellen. Darüber, wo sich der Stein vor diesem Ereignis befunden hat, gibt es unter den muslimischen Gelehrten große Meinungsunterschiede. Meir Jacob Kister vermutet aufgrund der verschiedenen Berichte über den ursprünglichen Ort des Steins, dass er sich in der Zeit Mohammeds direkt an der Kaaba-Mauer befand und erst von ʿUmar an den heutigen Platz verlegt wurde.
Im frühen Islam wurde der Maqām-Ibrāhīm-Stein in einer Holzkiste aufbewahrt und auf ein hohes Podest gestellt, um zu verhindern, dass er erneut von Sturzfluten weggespült wurde. Während des Gebetes wurde die Kiste geöffnet und der Stein den Betenden gezeigt. Nach dem Gebet wurde er wieder zurückgelegt und in die Kaaba gebracht. Al-Haddschādsch ibn Yūsuf wird dafür kritisiert, dass er versucht haben soll, den Maqām Ibrāhīm mit seinem Fuß zurück an seinen Platz zu schieben, nachdem er weggerückt worden war. Die Unsicherheit über den ursprünglichen Ort des Maqām und die Möglichkeit, dass er an einen anderen Platz verbracht worden war, führten zu Diskussionen über die Frage, ob man unter Berücksichtigung der koranischen Aufforderung in Sure 2:125 besser am neuen oder alten Platz des Maqām Ibrāhīm beten solle. Schiitische Gelehrte, die eine Verschiebung des Steins durch ʿUmar annahmen, empfahlen, am „früheren Ort“ des Maqām Ibrāhīm zu beten, worunter sie eine Stelle zwischen der irakischen Ecke und der Tür der Kaaba verstanden. Den heutigen Ort des Maqām Ibrāhīm betrachteten sie nur als die zweitbeste Stelle für das Gebet.
Als der Kalif al-Mahdī im Jahre 777 zur Wallfahrt nach Mekka kam, wurde der Maqām zu seiner Residenz gebracht. Als der Stein im folgenden Jahr durch eine Nachlässigkeit seiner Wärter hinunterfiel und zu Bruch ging, wurde er auf Befehl von al-Mahdī repariert und an seinen oberen und unteren Teilen mit Gold eingefasst. Al-Mutawakkil versah den Maqām 855/56 mit einem neuen Podest, ließ ihn vergolden und mit einer kleinen Kuppel versehen. 866 montierte Dschaʿfar ibn Fadl, der Statthalter von Mekka, das Gold ab und schmolz es ein, um damit Dinare zu prägen, die er für den Kampf gegen den Aufständischen Ismāʿīl ibn Yūsuf ibn Ibrāhīm benötigte. 870 wurde der Maqām von dem neuen Gouverneur ʿAlī ibn Hasan al-Hāschimī restauriert. Als er zum Amtssitz des Gouverneurs gebracht wurde, entdeckte man eine Inschrift. Der mekkanische Geschichtsschreiber al-Fākihī übertrug einen Teil dieser Inschrift in seine Mekka-Chronik. Reinhart Dozy versuchte in seinem Buch Die Israeliten zu Mekka, diese Inschrift zu reproduzieren und zu entziffern, doch wird seine Lesung und Deutung für unplausibel gehalten.
Während der saudischen Erweiterung der Heiligen Moschee in den 1960er Jahren wurde der Maqām von der Kaaba weg weiter nach außen verlegt, um die Fläche für den Umlauf um die Kaaba zu vergrößern. Das Gebäude, in dem der Stein untergebracht war, wurde durch das heutige Gehäuse ersetzt.

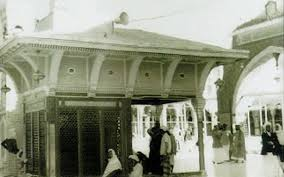
Das alte Gebäude des Maqām Ibrāhīm, Mitte 20. Jahrhundert
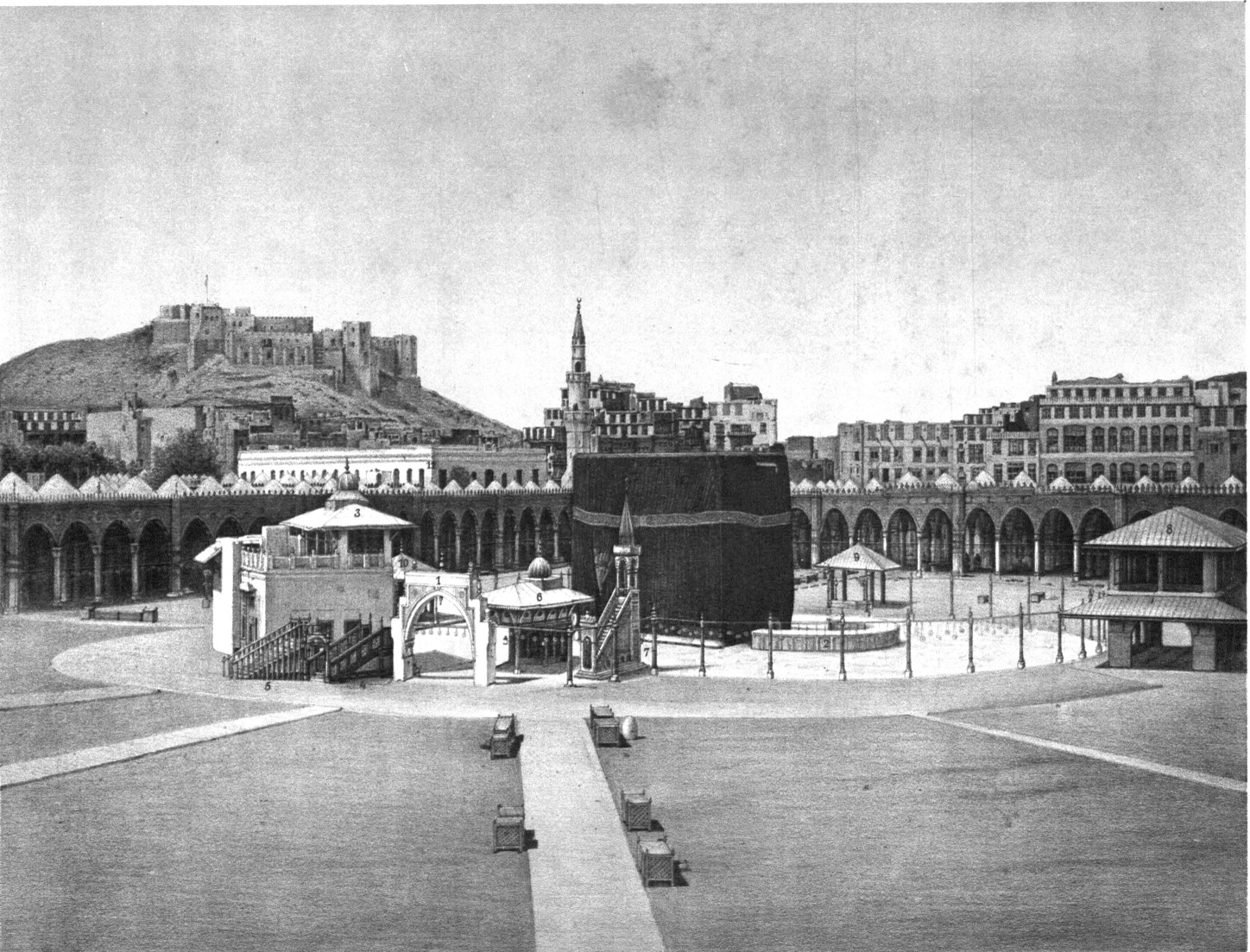
Innenhof der Heiligen Moschee, 1880er Jahre, Maqām Ibrāhīm ist Nr. 6
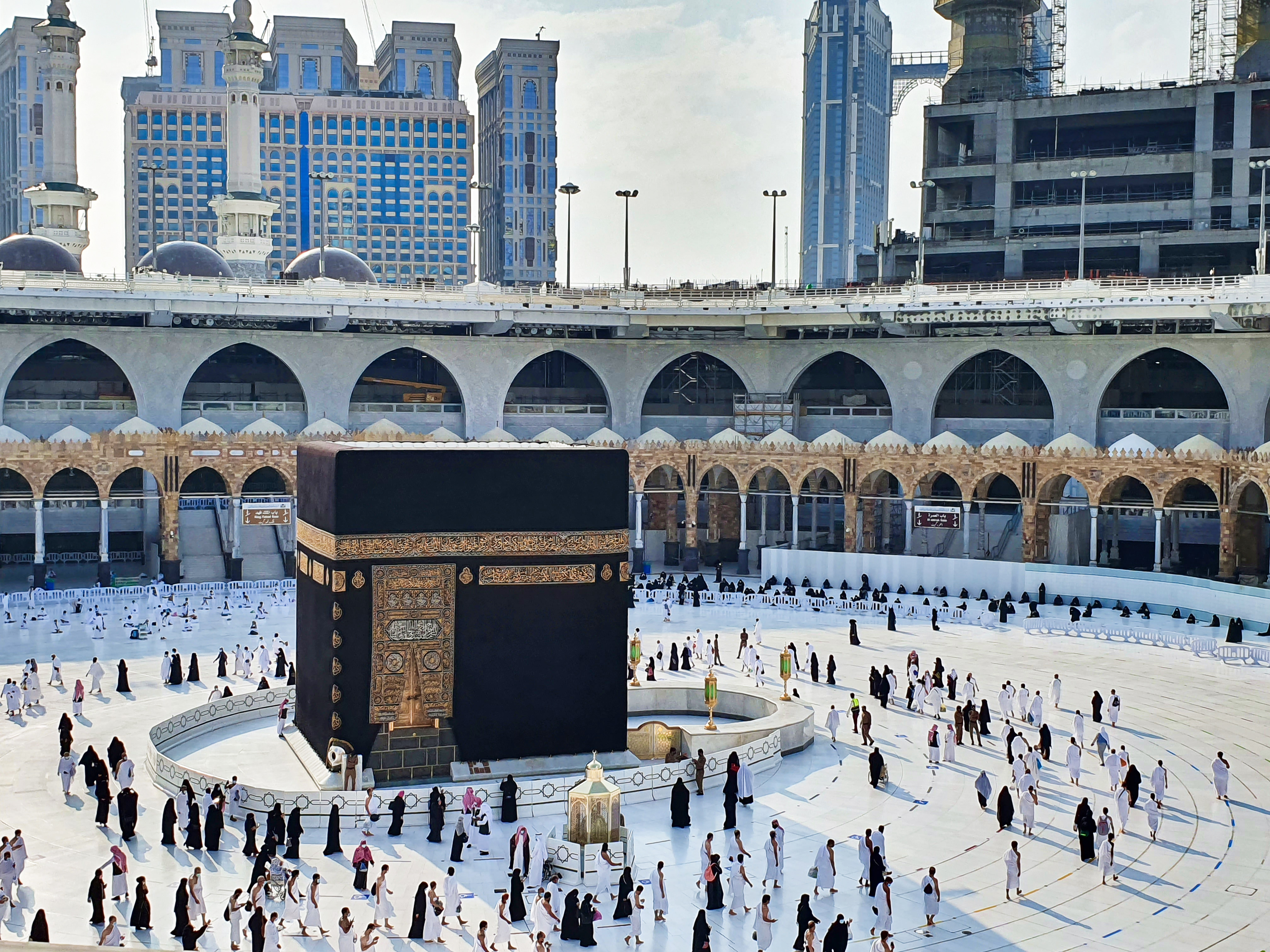
Der Maqām Ibrāhīm vor der Kaaba 2020

## Belege
1. ↑  al-Azraqī: Aḫbār Makka wa-mā ǧāʾa fī-hā min al-āṯār. Ed. ʿAbd al-Malik Ibn Duhaiš. Maktabat al-Asadī, Mekka, 2003, S. 588. Digitalisat
2. ↑  Kister: „Maḳām Ibrāhīm“ in Encyclopaedia of Islam. Bd. VI, S. 105a.
3. ↑  Kister: „Maḳām Ibrāhīm“ in Encyclopaedia of Islam. Bd. VI, S. 105.
4. ↑  Kister: „Maḳām Ibrāhīm“ in Encyclopaedia of Islam. Bd. VI, S. 105b.
5. ↑  Kister: „Maḳām Ibrāhīm“ in Encyclopaedia of Islam. Bd. VI, S. 106a.
6. ↑  Vgl. Ferdinand Wüstenfeld: Geschichte der Stadt Mekka, nach den arabischen Chroniken bearbeitet. Leipzig 1861. § 119. Digitalisat
7. ↑  Kister: „Maḳām Ibrāhīm“ in Encyclopaedia of Islam. Bd. VI, S. 107a.
8. ↑  Kister: „Maḳām Ibrāhīm“ in Encyclopaedia of Islam. Bd. VI, S. 106a.
9. ↑  Kister: „Maḳām Ibrāhīm“ in Encyclopaedia of Islam. Bd. VI, S. 107a.
10. ↑  Kister: „Maḳām Ibrāhīm“ in Encyclopaedia of Islam. Bd. VI, S. 106.
11. ↑  Reinhart Dozy: Die Israeliten zu Mekka. Leipzig/Haarlem 1864. S. 155–61. Digitalisat
12. ↑  Kister: „Maḳām Ibrāhīm“ in Encyclopaedia of Islam. Bd. VI, S. 106b.
13. ↑  Kister: „Maḳām Ibrāhīm“ in Encyclopaedia of Islam. Bd. VI, S. 107a.